# HD 189831
HD 189831 är en ensam stjärna belägen i den södra delen av stjärnbilden Skytten. Den har en skenbar magnitud av ca 4,77 och är svagt synlig för blotta ögat där ljusföroreningar ej förekommer. Baserat på parallaxmätning inom Hipparcosuppdraget ca 8,9 mas, beräknas den befinna sig på ett avstånd på ca 370 ljusår (ca 10 parsek) från solen. Den rör sig närmare solen med en heliocentrisk radialhastighet på ca -38 km/s.

## Egenskaper
HD 189831 är en orange till gul jättestjärna av spektralklass K5 III. Den har en radie som är ca 23 solradier och har ca 316 gånger solens utstrålning av energi från dess fotosfär vid en effektiv temperatur av ca 4 100 K.